# Xã Guilford, Quận Hendricks, Indiana
Xã Guilford (tiếng Anh: Guilford Township) là một xã thuộc quận Hendricks, tiểu bang Indiana, Hoa Kỳ. Năm 2010, dân số của xã này là 27.844 người.